# Cộng hưởng khổng lồ
Cộng hưởng khổng lồ là sự kích thích tập thể tần số cao của hạt nhân nguyên tử, như một tính chất của hệ lượng tử nhiều cơ thể. Trong cách giải thích vĩ mô của một kích thích như vậy về mặt dao động, cộng hưởng khổng lồ nổi bật nhất là một dao động tập thể của tất cả các proton chống lại tất cả các neutron bên trong hạt nhân.
Năm 1947, GC Baldwin và GS Klaiber đã quan sát cộng hưởng lưỡng cực điện khổng lồ (GDR) trong các phản ứng hạt nhân, và năm 1972, cộng hưởng tứ cực khổng lồ (GQR) đã được phát hiện, và vào năm 1977, cộng hưởng đơn cực khổng lồ ( và vào năm 1977. GMR) đã được phát hiện trong các hạt nhân dạng trung bình và nặng.

## Cộng hưởng lưỡng cực khổng lồ
Cộng hưởng lưỡng cực khổng lồ có thể dẫn đến một số hiện tượng khử kích thích, chẳng hạn như phân hạch hạt nhân, phát xạ neutron hoặc tia gamma hoặc kết hợp các hiện tượng này.
Cộng hưởng lưỡng cực khổng lồ có thể được gây ra bởi bất kỳ cơ chế nào truyền đủ năng lượng cho hạt nhân. Nguyên nhân rõ ràng nhất là chiếu xạ bằng tia gamma ở mức năng lượng từ 7 đến 40 MeV, ghép cặp hạt nhân và diễn ra quá trình đó hoặc tăng thời điểm lưỡng cực của hạt nhân bằng cách thêm năng lượng phân tách điện tích trong hạt nhân. Quá trình này là nghịch đảo của sự phân rã gamma, nhưng năng lượng liên quan thường lớn hơn nhiều và các mômen lưỡng cực gây ra lớn hơn xảy ra ở các trạng thái hạt nhân bị kích thích gây ra sự phân rã gamma trung bình.
Các electron năng lượng cao >50 MeV có thể gây ra hiện tượng tương tự, bằng cách ghép với hạt nhân thông qua một "photon gamma ảo", trong một phản ứng hạt nhân nghịch đảo (nghĩa là đảo ngược) của sự phân rã chuyển đổi bên trong.